# Avgust pri Prvih vratih
Avgust pri Prvih vratih (italijansko: Augusto di Prima Porta) je 2,3 m  visok marmorni kip cesarja Avgusta, ki je prvi cesar in eden najpomembnejših vladarjev antičnega Rima. Kip je bil najden 20. aprila 1863 v Livijini predmestni vili v rimskem okrožju Prima Porta, kamor se je Avgustova tretja žena Livia Druzila, znana tudi kot Julia Augusta, po Avgustovi smrti leta 14 umaknila. Skulptura je zdaj razstavljena v Braccio Nuovo v Vatikanskih muzejih.

## Original
Datacija kipa je zelo sporna, saj je na prsnem oklepu predstavljeno, kako so  letu 20 pr. n. št. Parti Rimljanom vrnili orle, kar je bil eden Avgustovih velikih diplomatskih dosežkov. Raziskovalci so prepričani, da je kip kopija starejšega bronastega izvirnika.  Kipar je bil morda Grk . Ta izvirnik, skupaj z drugimi visokimi častmi, je Avgust obljubil senatu in ga postavil na javnem mestu. Marmorni kip so našli v vili njegove žene Livije.
Prav tako je sporno, da je ta skulptura preoblikovanje bronastega izvirnika, morda dar Tiberija njegovi mami Liviji (ker je bil najden v njeni vili Ad Gallinas Albas  v bližini devetega miljnega kamna) po via Flaminia in blizu cesarskih vrat imenovanih Prima Porta) po Avgustovi smrti in v čast ženski, ki se je tako dolgo trudila, da bi postal naslednji Cezar. S tem bi razložili božansko sklicevanje na Avgusta v delu, predvsem njegovo bosonogo, standardno predstavitev bogov ali junakov v klasični ikonografiji. Tudi reliefi v junaškem kirasu opisujejo vračanje Krasovih praporov, ki so jih zajeli Parti, dogodek, v katerem je mladi Tiberij sam deloval kot posrednik pri partskem kralju v dejanju, ki je prikazano v osrednjem delu, morda njegova največja služba njegovemu posvojitelju Avgustu. Z uvedbo Tiberija kot osebnosti, odgovorne za pridobivanje praporov, se povezuje z Avgustom, cesarjem in novim bogom, kot je sam Avgust že prej delal z Julijem Cezarjem. V skladu s to hipotezo se datiranje kipa lahko postavi v prva leta Tiberijeve vladavine kot cesarja (14 – 37 n. št.).

## Slog
Avgust je prikazan v vlogi imperatorja, poveljnika vojske, kot thoracatus - vrhovni poveljnik rimske vojske (dobesedno 'prsni kiras') - kar pomeni, da bi moral kip biti del spominskega spomenika njegovi zadnji zmagi; je v vojaških oblačilih, nosi konzularni pendrek in dviguje svojo desno roko v retorični adlocutio pozi, ko naslavlja čete. Bas relief na njegovem oklepu ima zapleteno alegorično in politično agendo, ki se nanaša na različna rimska božanstva, vključno z Marsom, bogom vojne in personifikacijo zadnjih ozemelj, ki jih je osvojil: Hispanija, Galija, Germanija, Partija ( je ponižal Krasa in tukaj se pojavi kot dejanje vračanja praporov, zajetih njegovih legij; na vrhu je kočija Sonca osvetlila Avgustova dela.
Kip je idealizirana podoba Avgusta, ki prikazuje standardno predstavo rimskega govornika in temelji na Poliklejtovem kipu Kopjenosec ali Doriforos iz 5. stoletja pred našim štetjem. Kontrapost ustvarja diagonalo med napetimi in sproščenimi udi, značilnost klasične skulpture. Poziranje nog kipa je podobno Kopjenoscu. Desna noga je napeta, leva pa je sproščena, kot da se kip premika naprej . Napačna identifikacija Kopjenosca v rimskem obdobju kot predstavnik bojevnika Ahila je model naredila še bolj primernega za to podobo. Kljub republikanskemu vplivu v portretni glavi je celoten slog bližje helenistični idealizaciji kot realizmu rimskega portretiranja. Razlog za ta slog je premik grške umetnosti. Po vsakem osvajanju so Rimljani odnesli velike količine grške umetnosti. Ta tok grških artefaktov spreminja estetske okuse Rimljanov. Ti umetniški predmeti so veljali za simbol bogastva in statusa rimskega višjega razreda.
Kljub natančnosti, s katero so prikazane Avgustove značilnosti (s temačnim videzom in značilnimi robovi), je bil idealiziran, oddaljen in umirjen izraz njegovega obraza, kot tudi konvencionalni kontrapost, anatomske razsežnosti in globoko draperiran paludamentum ali 'poveljnikovo ogrinjalo'. Po drugi strani pa bosonog Avgust in vključitev Kupida, ki jaha delfina kot strukturno podporo kipu, razodeva njegovo mitsko povezavo z boginjo Venero (Kupidovo mamo) s pomočjo svojega posvojenega očeta Julija Cezarja. Jasen grški navdih v slogu in simbolu uradnih kiparskih portretov, ki so pod rimskimi cesarji postali instrument vladne propagande, je osrednji del Avgustove ideološke kampanje, premik od ikonografije rimske republikanske dobe, kjer so stare in modre značilnosti gledali kot simbol slovesnega značaja. Kip Prima Porta torej zaznamuje zavestni preobrat ikonografije v grško klasično in helenistično obdobje, v katerem sta bila mladost in moč cenjena kot znamenje vodenja, posnemanje junakov in vrhunec v samem Aleksandru Velikem. Takšna politična funkcija kipa je bila zelo očitna - pokazati Rimu, da je bil cesar Avgust izjemna osebnost, primerljiva z junaki, ki so vredni božanskega položaja na Olimpu in najboljši človek, ki je vladal Rimu.

## Barve
Skoraj gotovo je, da je bil Avgust prvotno poslikan, vendar je danes tako malo sledov (izgubljenih v tleh in obledelih od odkritja), da so se zgodovinarji morali zateči k starim akvarelom in novim znanstvenim raziskavam. Vincenz Brinkmann iz Münchna je raziskal uporabo barve na starodavnem kiparstvu v 1980-ih letih z uporabo ultravijoličnih žarkov, da bi našel sledi barve .
Danes so Vatikanski muzeji izdelali kopijo kipa, tako da so jo pobarvali v teoretično originalnih barvah, kar je bilo potrjeno, ko je bil leta 1999 kip očiščen . Vendar pa je umetnostni zgodovinar na Univerzi St Andrews na Škotskem Fabio Barry kritiziral to rekonstitucijo kot nespodobno in pretirano . Med prvotnim Prima Porta Avgustom in naslikano rekreacijo je veliko opaznih razlik . Zaradi stalnih nesoglasij glede pigmentacije kipa pa je malo informacij ali raziskav o uporabi teh barv. Druga kopija je bila poslikana z drugačno barvno shemo za festival Tarraco Viva 2014.
Že od 18. stoletja poznan rimski kip, ki nima prvotne barve, je spodbudil idejo, da je monokromija naravni pogoj za klasično kiparstvo, toda površinska obdelava je zdaj priznana kot sestavni del splošnega učinka skulpture. 
Zapisi polihistorja Luciana iz 2. stoletja so dober primer, kako je barva delovala v tistem času: »Bojim se, da stojim na poti njene najpomembnejše lastnosti! ... preostali del telesa naj Apela predstavljajo« . Citat še naprej navaja, da je kip tega časa nedokončan brez njegovega chora - kože ali plasti, ki se nanese na kip, da bi ga dokončal. Posebne posledice vsake barve, izbrane za Prima Porta, niso znane. 

## Ikonografija

### Portret
Frizura je sestavljena iz razdeljenih, debelih pramenov las, s pramenom neposredno nad sredino Avgustovega čela, ki je obkrožen z drugimi prameni. Od levega se dva pramena umakneta na čelo, na desni pa tri, pričeska, ki jo najprej najdemo na tem kipu. Ta frizura prav tako označuje ta kip kot Avgusta v primerjavi z njegovim portretom na kovancu, ki ga lahko tudi datiramo. Ta posebna frizura se uporablja kot prvi znak, ki označuje ta portretni tip Avgusta kot tip Prima Porta, drugi in najbolj priljubljen izmed treh uradnih portretnih tipov: druge pričeske so na primer vidne na Ara Pacis. Drugi Avgustovi polno postavni kip s temi značilnostmi "Primaporta" je Avgust iz Via Labicane, ki ga prikazuje v vlogi Pontifex Maximus, zdaj v Museo Nazionale Romano.
Obraz je idealiziran, vendar ne kot tisti iz Poliklejtovih kipov. Avgustov obraz ni mehak in prikazuje podrobnosti, ki kažejo na posamezne njegove značilnosti . Umetnost je doživela pomembne spremembe med Avgustovo vladavino, s skrajnim realizmom, ki je prevladoval nad republikansko dobo, ki je zamenjala grški vpliv, kot se vidi v portretih cesarjev - idealizacije, ki povzemajo vse vrline, ki bi jih moral imeti izjemen človek, vreden upravljanja imperija. V prejšnjih portretih je Avgust dovolil, da ga upodabljajo monarhično, vendar jih je spremenil z bolj diplomatskimi podobami, ki so ga predstavljale kot primus inter pares. Glava in vrat sta bila izdelana ločeno v parianskem marmorju in vstavljena v trup.

### Relief na prsnem oklepu
Ikonografija kipa se pogosto primerja s Horacijevo carmen saeculare in spominja na Avgustovo ustanovitev Pax Romana. Prsni oklep je izklesan v reliefu s številnimi majhnimi figurami, ki prikazujejo vrnitev, zahvaljujoč diplomaciji, rimskih legionarskih orlov ali aquilae, ki jih je Mark Antonij v 40-ih letih pr. n. št. izgubil s Parti. 
Figura v središču, po najpogostejši interpretaciji, je podvržen partski kralj, ki je vrnil Krasov prapor na oklep Rimljana (morda Tiberija ali simbolno Mars Ultor). To je bila zelo priljubljena tema Avgustove propagande, kot enega njegovih največjih mednarodnih uspehov in jo je bilo treba še posebej poudariti. Levo in desno sedita žalostni ženski figuri. Lik na eni strani z oblečenim mečem pooseblja ljudstva na vzhodu (in morda Tevtonce), ki so prisiljeni plačati davek Rimu in na drugi strani z nedotaknjenim mečem očitno pooseblja podložne narode (Kelte). Z vrha, v smeri urinega kazalca, vidimo: 
- Caelus, bog neba, ki širi šotor v nebo [18]
- Aurora in Luna
- poosebljenje podrejenih narodov
- boginja Diana
- boginja Zemlje Cerera / Tellus - podobno zastopana na Ara Pacis
- Apolon, Avgustov pokrovitelj
- poosebljanje pridruženih narodov
- sončni bog Sol
- Sfinga na vsakem ramenu, ki predstavlja Avgustov poraz Kleopatre

Zanimivo je, da kiras ni samo frontalen; oklep ima tudi zadnjo stran. Na spodnji desni strani hrbtišča kirasa je čelada s krilom nad njo, karniks (pihalo) na levem boku in golenice proti deblu. Tukaj je bil  železen klin, za katerega se je mislilo, da je povezal kip z zidom. To je verjetno posledica nedokončanja hrbta .
Nobena od teh interpretacij ni nesporna. Bogovi verjetno vse simbolizirajo kontinuiteto in logično doslednost dogodkov - tako kot sonce in luna vedno rastejo, tako so rimski uspehi gotovi in božansko sankcionirani. Poleg tega so ti uspehi povezani z uporabnikom tega oklepa, Avgustom. Edina aktivna oseba je partski kralj, kar pomeni, da je vse ostalo božansko zaželeno in posvečeno.

### Božanski status
V svojem življenju Avgust ni želel biti upodobljen kot bog (za razliko od kasnejših cesarjev, ki so sprejeli božanskost), vendar ima ta kip veliko tanko zastrtega sklicevanja na cesarjevo "božansko naravo", njegov genij. Avgust je prikazan bos, kar pomeni, da je junak in morda celo bog, in dodaja civilni vidik sicer vojaškemu portretu. Biti bos lahko pomeni tudi, da je kip posmrtna kopija, ki jo je postavila Livia po kipu iz Rima, v katerem Avgust ni bil bos.
Majhen Kupid (sin Venere) pred njegovimi nogami (jaha na delfinu, žival Venerine zavetnice) se sklicuje na trditev, da je bila Julijska družina potomka boginje Venere, ki je naredila oba, Avgusta in njegovega velikega strica Julija Cezarja - način zatrjevanja božanske linije, ne da bi zahtevali popolno božansko stanje. 

## Tip
Tip kipa Avgusta pri Prvih vratih je postal prevladujoč reprezentativni slog, kopirali so ga v polni velikosti in kot poprsje v različnih različicah, ki so bile najdene po vsem imperiju, vse do svoje smrti v letu 14, kot vedno mlad, v skladu z njegovimi propagandnimi cilji. Njegovi propagandni cilji si prizadevajo prikazati avtoriteto rimskih cesarjev s pomočjo običajnih slogov in zgodb o kulturi. 